# Daniel Cheribo
Daniel Cheribo (* 1981) ist ein kenianischer Marathonläufer.
2000 siegte er bei der Premiere des H. C. Andersen Marathons.
2004 wurde er Dritter beim Turin-Marathon und gewann den Mailand-Marathon in seiner persönlichen Bestzeit von 2:08:38.
2005 wurde er Fünfter beim Paris-Marathon.